# Станцуй свою диссертацию

Официальный логотип конкурса

Станцуй свою диссертацию (англ. Dance Your Ph.D.) — ежегодный конкурс, который предлагает учёным интерпретировать свои исследования как танец. Конкурс придумал молекулярный биолог Кристоф Кэмпрегер из Вены и впервые провёл в 2008 году. Научный журналист Джон Бохэннон, впоследствии, организовал профессиональный конкурс, выступил его главным популяризатором и основным организатором. Постоянными спонсорами и партнёрами конкурса выступают журнал Science, Американская ассоциация содействия развитию науки и конференция TED. Победителей выбирает экспертная группа учёных и хореографов, а также простые зрители.

## История
15 февраля 2008 года журнал Science опубликовал репортаж молекулярного биолога и научного журналиста Джона Бохэннона «Могут ли учёные танцевать» (англ. Can Scientists Dance?). В нём Бохэннон рассказал о танцевальном конкурсе среди молодых учёных, который провёл молекулярный биолог Кристоф Кэмпрегер из Венского медицинского университета. Сам Бохэннон присутствовал на нём в Вене, как зритель. Кэмпрегер объединил в мероприятии свои увлечения: науку, создание электронной музыки и диджеинг. В конце статьи Бохэннон призвал читателей записывать свои собственные музыкальные номера и прислать ему, благодаря чему в 2009 году можно будет устроить масштабный танцевальный конкурс.  
10 октября 2008 года журнал Science уже официально поддержал конкурс, разместив призыв Бохэннона к участию. Первая официальная церемония и награждение лауреатов состоялись в 2009 году. 

## Номинации
Все работы, в рамках конкурса, распределяются по четырём номинациям. В каждой номинации определяется свой победитель, который получает приз — $500. Среди победителей номинаций выбирается основной финалист, ему присуждаются — $1000. Кроме того в 2016 году к ним добавилась специальная номинация — выбор зрителей (англ. Audience Favorite).  
Основные номинации
- Биология
- Физика
- Химия
- Социальные науки

Чтобы принять участие в конкурсе необязательно быть резидентом США. Главное условие — иметь диссертацию в области, которая подпадает под одну из номинаций; снять танцевальный номер на видео и загрузить его на общедоступный видеохостинг; автор танцевального номера обязан быть одним из танцоров. После чего заявка подаётся через официальный сайт конкурса. Так, например, в 2016 году лауреатом конкурса стал российский биохимик Евгений Согорин из Института белка РАН. А в 2021 аспирант Хельсинкского университета Якуб Кубечка, за рэп, посвящённый поведению атмосферных молекулярных кластеров в аэрозолях.

## Победители
Строгие номинации, связанные с научными областями, были введены только в 2010 году. Во время первой церемонии участники делились по академическому статусу.      
Полужирным начертанием выделен основной победитель. Данная категория также была введена в 2010 году. Изначально финалист определялся по результатам голосования на сайте журнала Science. Начиная с 2012 года выбор зрителей выносился в отдельную номинацию, правда, нерегулярно. У данной номинации, несмотря на понятный принцип, так и не закрепилось основное название. Иногда выбор аудитории совпадает с кем-либо из победителей в остальных номинациях.     
| Год       | Номинация                             | Имя                   | Тема |
| --------- | ------------------------------------- | --------------------- | --- |
| 2009      | Аспирант                              | Сью Линн Лау          | Роль витамина D в функционировании бета-клеток |
| 2009      | Постдок                               | Мириам Сейч           | Паттерны мозговой деятельности, индуцированные словоизменением правильных и неправильных глаголов с помощью позитронно-эмиссионной томографии |
| 2009      | Профессор                             | Винс ЛиКата           | Разрешение путей функционального сцепления в человеческом гемоглобине с помощью количественной низкотемпературной изоэлектрической фокусировки асимметричных мутантных гибридов                                                                        |
| 2009      | Выбор зрителей (англ. Popular Choice) | Маркита Ландри        | Одномолекулярные измерения протоломеразных комплексов ТелК-ДНК |
| 2010      | Биология                              | Антония Гронеберг     | Влияние предыдущего опыта на зрительное восприятие |
| 2010      | Физика                                | Стивен Лейд           | Направленный транспорт без чистого смещения в физике и биологии |
| 2010      | Химия                                 | Морин Маккиг          | Выбор аптамера ДНК для гомоцистеина с использованием систематической эволюции лигандов путем экспоненциального обогащения |
| 2010      | Социальные науки                      | Анна Гольденберг      | Обсуждение вклада в общественные вики |
| 2011      | Биология                              | Эдрик Кай Вэй Тан     | Реакция на родство потенциальных партнеров, опосредованная запахом |
| 2011      | Физика                                | Джоэль Миллер         | Использование лазеров для создания титановых сплавов, достаточно прочных и гибких для длительного эндопротезирования тазобедренного сустава |
| 2011      | Химия                                 | Фошэн Хсу             | Использование рентгеновской кристаллографии для получения трёхмерной структуры белка |
| 2011      | Социальные науки                      | Эмма Уэр              | Исследование брачных танцев голубей |
| 2012      | Биология                              | Мария Винти           | Спастическое сокращение из-за чрезмерной активности антагонистических мышц при инсульте |
| 2012      | Физика                                | Диана Дэвис           | Режущая последовательность на двойном пятиугольнике |
| 2012      | Химия                                 | Питер Лидикоат        | Эволюция наноструктурной архитектуры алюминиевых сплавов серии 7000 при упрочнении старением и интенсивной пластической деформацией |
| 2012      | Социальные науки                      | Рикардо Да Рэ         | Управление природными ресурсами: Анализ социальных сетей и показатели хорошего управления |
| 2012      | Выбор читателей журнала Science       | Риана 'T Хоен         | Удержание водорода в поврежденном вольфраме при высоких температурах поверхности |
| 2013      | Биология                              | Седрик Тан            | Конкуренция сперматозоидов между братьями и женский выбор |
| 2013      | Физика                                | Тимоти Хантер         | Исследование количеств энергии, необходимых для перемещения кристаллических зёрен, разрыва связей и открытия трещин в материале |
| 2013      | Химия                                 | Амбалика Хадрия       | Трансмембранные пептидные взаимодействия с использованием фёрстеровского переноса энергии |
| 2013      | Социальные науки                      | Тине Сунделин         | Потеря сна в социальном мире |
| 2013      | Выбор читателей журнала Science       | Андрес Флорес         | Понимание роли гена MYCN в нейробластоме с использованием подхода системной биологии |
| 2014      | Биология                              | Ума Наджендра         | Обратная связь растение-почва после сильного торнадо |
| 2014      | Физика                                | Ханс Риндеркнехт      | Исследования негидродинамических процессов при инерциальном управляемом термоядерном синтезе на OMEGA и NIF |
| 2014      | Химия                                 | Сайоа Альварес        | Обезжиренный майонез не может поддерживать свою стабильность |
| 2014      | Социальные науки                      | Давид Манцано Косано  | «Открытие» тихоокеанского региона: международные отношения внутри испанского океанического континента |
| 2014      | Выбор зрителей                        | Венанцио Сикелла      | Проблемы создания траектории, следования по траектории, координации времени и предотвращения столкновений группы взаимодействующих летающих роботов, которые обмениваются информацией через поддерживающую меняющуюся во времени коммуникационную сеть |
| 2015      | Биология                              | Перл Ли               | Клеточные взаимодействия с тропоэластином |
| 2015      | Физика                                | Меритт Мур            | Исследование мультифотонных состояний для квантовых информационных приложений |
| 2015      | Химия                                 | Джияси Десай          | Молекулярные механизмы, участвующие в нетозе нейтрофильных клеток |
| 2015      | Социальные науки                      | Флоренс Метц          | Имеют ли политические сети значение для объяснения разработки политики? |
| 2016      | Биология                              | Карла Браун           | Борьба с генетической антибиотикорезистентностью болезнетворных организмов |
| 2016      | Физика                                | Джейкоб Бруберт       | О методах создания современных сердечных протезов |
| 2016      | Химия                                 | Евгений Согорин       | Почему в процессе синтеза белка с одной единственной нити РНК не образуется «пробок» из рибосом |
| 2016      | Социальные науки                      | Маргарита Данилович   | Решение проблемы ухудшения физического здоровья при старении |
| 2016      | Выбор людей (англ. People's Choice)   | Эммануэль Алалуф      | Танец, основанный на её биомедицинских докторских исследованиях, в частности исследование гена HMOX1 и миелоидного лейкоза |
| 2017      | Биология                              | Моника Морич          | Последствия синдрома истощения морских звезд в прибрежных зонах (интертидальная зона) |
| 2017      | Абсолютный победитель (Математика)    | Нэнси Шэрих           | За представление результатов работы по группам кос |
| 2017      | Химия                                 | Наталиа Оливейра      | Разработка биосенсоров для применения в судебной медицине |
| 2017      | Социальные науки                      | Джудит Петервари      | Оценка творческих идей — анализ различий между экспертами и начинающими судьями |
| 2018      | Биология                              | Оливия Госсерис       | Измерение сознания после тяжелой черепно-мозговой травмы с помощью стимуляции мозга |
| 2018      | Физика                                | Прамод Сенаратх Япа   | Нелокальная электродинамика сверхпроводящих проводов: влияние на шум потока и индуктивность |
| 2018      | Химия                                 | Шери Финнер           | Теория перколяции — Проводящие пластмассы |
| 2018      | Социальные науки                      | Рони Зоар             | Движения как дверь для изучения физических концепций – Интеграция Воплощенной педагогики в преподавание |
| 2019      | Биология                              | Катарина Ханика       | Нарушение генов восприимчивости к болезням для получения устойчивости томатов к вертициллёзному увяданию |
| 2019      | Физика                                | Самули Хунттила       | Использование мультиспектрального лидара для обнаружения упавших деревьев |
| 2019      | Химия                                 | Джеки Зорц            | Комплексный подход к повышению эффективности микробных биоэнергетических систем |
| 2019      | Социальные науки                      | Антония Гронеберг     | Формирование кинематики под воздействие раннего социального опыта у мальков Данио-рерио |
| 2020/2021 | Биология                              | Фанон Жюльен          | Фрагментация пластмасс: влияние окружающей среды и природы полимера на размер и форму образующихся фрагментов |
| 2020/2021 | Физика                                | Якуб Кубечка          | I'm the first author, you're just et al. — Поведение атмосферных молекулярных кластеров в аэрозолях. |
| 2020/2021 | Химия                                 | Микаэль Минье         | Биомиметические карбоксилатно-мостиковые диироновые комплексы: от поведения раствора к моделированию вторичной координационной сферы |
| 2020/2021 | Социальные науки                      | Магдалена Дорнер-Пау  | Игривые (де)переписчики: изучение перформативных методов развития описательных навыков детей в лингвистически разнообразных классах начальной школы на примере описания образов                                                                        |
| 2020/2021 | Специальная категория COVID-19        | Хедер Массон-Форсайт  | Биохимические и биофизические исследования нуклеокапсидного белка COVID-19 с РНК |
| 2022      | Биология                              | Povilas Šimonis       | Исследование реакции дрожжевых клеток на воздействие импульсным электрическим полем. |
| 2022      | Химия                                 | Mathilde Palmier      | К пониманию биологии старения кости: фокус на остеоцитах |
| 2022      | Физика                                | Xiaohan Wu            | Исследование космической реионизации с использованием леса Лайман-альфа и реликтового излучения |
| 2022      | Социальные                            | Senka Žižanović       | Активное обучение как дидактико-методическая парадигма современного обучения |
| 2023      | Химия                                 | Checkers Marshall     | Наночастицы на металлоорганических каркасах: общий метод синтеза и свойства, зависящие от размера |
| 2023      | Биология                              | Israel Sampaio Filho  | Биосинтез абсцизовой кислоты в листьях (АБК): основной источник реакции тропических лесов Амазонки на потепление |
| 2023      | Физика                                | Евгений Глушков       | Исследование оптически активных дефектов в широкополосных материалах с помощью флуоресцентной микроскопии |
| 2023      | Социальные науки                      | Huy Vu                | Искусственный интеллект с индивидуальностью |
| 2024      | Социальные науки                      | Weliton Menário Costa | Индивидуальность, социальное окружение и влияние материнства: опыт дикой популяции кенгуру |
| 2024      | Химия                                 | Xuebing Zhang         | Коммуникация биологических (циркадных) часов между различными типами клеток |
| 2024      | Физика                                | Layla El-Khoury       | Выявление, количественная оценка и прогнозирование эрозии берегов рек в регионе Голубого хребта в Вирджинии и водораздела Фолс-Лейк, Северная Каролина                                                                                                 |
| 2024      | Биология                              | Siena Dumas Ang       | Эпигенетика невзгод раннего периода жизни |

### Комментарии
1. ↑  Определялся количеством просмотров по счётчику YouTube
2. ↑  OMEGA — лазерная система; NIF — спектрометр
3. ↑  Также получила номинацию за зрительские симпатии
4. ↑  Также получила номинацию за зрительские симпатии
5. ↑  См. теорию Воплощённого познания
6. ↑  Сезон был объединён из-за пандемии коронавируса